# Петровские каменоломни
Петровские каменоломни — система подземных выработок по добыче строительного камня, находящихся примерно в 1 км севернее села Петровское. Считается, что ломка камня начата ещё крупным местным помещиком, отставным генерал-лейтенантом Петром Ладинским (по его имени получившие название Петровская скала), но подземная добыча стала развиваться с начала XX века.
Известно, что на 1880 год при селении Петровское действовала каменоломня Зяблова, на которой добывалось 4500 штук пиленого камня и 10 кубических саженей бутового камня, но были ли это именно Петровские каменоломни установить пока не удалось.
В конце XIX века при каменоломнях возник небольшой татарский посёлок, добычей же занимались пришлые рабочие из соседних селений Петровского, Новониколаевки и других. В результате разработок образовались многокилометровые катакомбы с очень разнообразными штольнями от маленьких, до довольно больших по высоте и длине. Лабиринты запутаны, пресекаются, разветвляются, иногда образуя два яруса, кажется, что добыча камня велась без всякой системы. Входов в каменоломни много и они разбросаны на значительной площади. Общая протяженность подземных выработок несколько километров. Исследователи насчитывали до 8 самостоятельных подземных систем. По имеющимся данным добыча камня продолжалась до середины 1950-х годов.

## Партизанский отряд
Во время Гражданской войны, в середине марта 1919 года, в каменоломнях был создан партизанский отряд из рабочих каменоломни и крестьян окрестных сёл. Организатором и командиром отряда, стал бывший политический ссыльный, в прошлом севастопольский рабочий, большевик, участник Первой мировой войны, Степан Ануфриевич Кацелов, работавший в Петровском машинистом паровой молотилки. Ревком керченских партизан направил в отряд комиссара Павла Ивановича Юрченко и начальника штаба Тихона Касьяновича Чуба. К концу марта 1919 года в отряд насчитывалось до 100 человек, в штольнях также укрывались местные жители. По другим данным партизан было около 80. В начале апреля было проведено, несколько операций (боёв) на улицах села Петровское. Затем боевые столкновения переместились в катакомбы. Деникинцы задействовали пулемёты и шестидюймовое орудие. В результате отряд понёс значительные потери. Во второй половине апреля партизанский отряд был блокирован в каменоломнях. Сменив тактику, белогвардейцы начали взрывать кровли подземелья с применением удушливых газов (по другой информации просто жгли у входов солому). Попытка партизан с боем вырваться из каменоломен провалилась. В конце апреля, после отказа партизан сдаться без боя, белые пробурили около 20 скважин, заложили в них мощные заряды динамита с целью обрушения штолен. 28 апреля 1919 года взрыв прямо над штабом партизан обрушил большой пласт земли и известняка, завалив имущество, весь архив отряда, и под которым погиб Степан Ануфриевич Кацелов (по другой версии Кацелов погиб в одной из попыток прорыва). Оставшиеся без пищи, воды и боеприпасов, 29 апреля большинство отряда приняло решение сдаться. Считается, что более 60 сдавшихся партизан, «после жестоких истязаний», 30 апреля были расстреляны. При этом на памятном знаке односельчанам-партизанам, погибшим в годы гражданской войны (объект культурно-исторического наследия) выбиты всего 25 фамилий. Раненый комиссар Павел Юрченко отказался сдаваться в плен и с тремя боевыми товарищами ночью вышел из каменоломен и сумел пробраться в Керчь. Также избежал плена и начальник штаба отряда Тихон Чуб, продолжив боевую деятельность. По приказу командования белых из под камней извлекли погибшего Кацелова, и, уже мертвого повесили за селом Петровское на телеграфном столбе, что другими источниками не подтверждается. Время захоронения останков Кацелова на сельском кладбище пока не установлено.
- Пётр Антонович Ладинский, основатель каменоломен
- Командир партизанского отряда Степан Ануфриевич Кацелов

## Память
Поскольку посёлок при каменоломнях ликвидирован ещё в 1950 году, памятные знаки о событиях Гражданской войны размещали в селе Ленинское: памятник односельчанам-партизанам Гражданской войны и мемориальная доска в честь партизанского отряда, установленная на сельском клубе. Также в 2021 году был выдвинут проект создания музея горного дела «Петровские каменоломни», дальнейшая судьба которого не ясна.